# Miserere (Аллегрі)
Miserere mei, Deus: 

secundum magnam misericordiam tuam.

Et secundum multitudinem miserationum tuarum, 

dele iniquitatem meam.

Amplius lava me ab iniquitate mea: 

et a peccato meo munda me.

Quoniam iniquitatem meam ego cognosco: 

et peccatum meum contra me est semper.

Tibi soli peccavi, et malum coram te feci: ut iustificeris in sermonibus tuis, et vincas cum iudicaris.

Ecce enim in inquitatibus conceptus sum: et in peccatis concepit me mater mea.

Ecce enim veritatem dilexisti: incerta et occulta sapientiae tuae manifestasti mihi.

Asperges me, hyssopo, et mundabor: lavabis me, et super nivem dealbabor.

Auditui meo dabis gaudium et laetitiam: et exsultabunt ossa humiliata.

Averte faciem tuam a peccatis meis: et omnes iniquitates meas dele.

Cor mundum crea in me, Deus: et spiritum rectum innova in visceribus meis.

Ne proiicias me a facie tua: et spiritum sanctum tuum ne auferas a me.

Redde mihi laetitiam salutaris tui: et spiritu principali confirma me.

Docebo iniquos vias tuas: et impii ad te convertentur.

Libera me de sanguinibus, Deus, Deus salutis meae: et exsultabit lingua mea iustitiam tuam.

Domine, labia mea aperies: et os meum annuntiabit laudem tuam.

Quoniam si voluisses sacrificium, dedissem utique: holocaustis non delectaberis.

Sacrificium Deo spiritus contribulatus: cor contritum, et humiliatum, Deus, non despicies.

Benigne fac, Domine, in bona voluntate tua Sion: ut aedificentur muri Ierusalem.

Tunc acceptabis sacrificium iustitiae, oblationes, et holocausta: tunc imponent super altare tuum vitulos.
Псалом 50 Miserere mei, Deus
Miserere mei, Deus (лат. «Помилуй мене, Боже») — перекладення псалма 50 на музику, створене італійським композитором Грегоріо Аллегрі під час понтифікату папи Урбана VIII, ймовірно в 1630-ті роки, для використання в Сикстинській капелі під час Темної всеношні в середу і п'ятницю Страсного тижня.

## Опис й використання твору
«Miserere» написано для двох хорів з п'яти і чотирьох голосів. Твір є прикладом ренесансної поліфонії, що дожила до наших днів. Один з хорів співає просту версію молитви «Miserere», інший — роздільно коментар до неї. Часте вживання домінантового септакорду і його акцент на багатохорових методах робить «Miserere» новаторським твором, який виходить за рамки загальноприйнятої музичної практики того часу («prima pratica»).
На Темній всеношній виконання «Miserere» зазвичай починається близько третьої ранку. Під час ритуалу свічки гасять одну за одну, за винятком останньої, так званої Христової, яку залишають горіти. Аллеґрі написав твір для заключного акта першої частини Темної всеношні.
Тривалий час партитура твору була недоступна для широкої публіки, оскільки Ватикан бажав зберегти секрет шедевра в таємниці й заборонив копіювання його під загрозою відлучення від Церкви. До партитури мали доступ лише музиканти, що виконували «Miserere» один раз на рік.
За легендою, першим, хто виніс твір за межі Сикстинської капели був юний Вольфганг Амадей Моцарт, який відвідав з батьком Ватикан 1770 року. Нібито 14-річний Моцарт, який почув виконання «Miserere», запам'ятав його цілком на слух і точно записав з пам'яті, таким чином створивши першу нелегальну копію.
1771 року ноти «Miserere» були видані в Англії відомим мандрівником та істориком музики доктором Берні.
Оригінальний, ватиканський рукопис був виданий значно пізніше у Лейпцигу видавництвом Breitkopf & Hartel.

## Переклад
Помилуй мя, Боже, по великій милості Твоїй, і з великого милосердя Твого прости провини мої.

Особливо обмий мене від беззаконня мого, і від гріха мого очисти мене; Бо беззаконня моє я знаю, і гріх мій повсякчас переді мною.

Тобі єдиному згрішив і лукаве перед Тобою вчинив; яко в словах Твоїх, і переможеш внегда судити Ті.

Це бо, в беззаконні зачатий я, і в гріхах породила мене мати моя.

Це бо істину полюбив єси; невідоме й таємне мудрости Твоєї явив Ти мені.

Окропи мене иссопом, і очищуся; обмий мене, і стану біліший від снігу.

Дай мені почути радість і веселість; радітимуть кості смиренних.

Відверни лице Твоє від гріхів моїх і всі беззаконня мої очисти.

Серце чисте утвори в мені, Боже, і духа праведного віднови в нутрі моєму.

Чи не відкинь мене від лиця Твого і Духа Твого Святого не відніми від мене.

Верни мені радість спасення Твого і Духом Владична утверди мене.

Навчу беззаконним дороги шляхом Твоїх, і нечестиві навернуться до Тебе.

Визволи мене від вини кривавої, Боже, Боже спасіння мого, і язик мій правді Твоїй.

Господи, губи мої відкрий, і уста мої сповістять хвалу Твою.

Бо, якби Ти жертви забажав, дав би я, та всепалення Ти не бажаєш.

Жертва Богу дух розтрощений серцем скорботним і смиренним Бог не скине.

Догоджай, Господи, благоволінням Твоїм Сіон, і нехай здвигнуться стіни єрусалимські.

Тоді уподобаєш жертву правди, приношення і всепалення; тоді покладуть на вівтар Твій тельців.

## Відображення в масовій культурі
Твір дав назву детективному трилерові Жана-Крістофа Ґранже 2008 р. У цьому романі твір Аллегрі відіграє роль ключа до таємниці злочину.  